# Pseudemys texana
Pseudemys texana is een schildpad uit de familie moerasschildpadden (Emydidae). Het was tot 1991 een ondersoort van de floridasierschildpad (Pseudemys concinna). De soort werd voor het eerst wetenschappelijk beschreven door Georg Baur in 1893. Later werd de wetenschappelijke naam Chrysemys concinna texana gebruikt.

## Uiterlijke kenmerken
De maximale schildlengte is ongeveer 33 centimeter, de mannetjes blijven kleiner tot ongeveer 25 cm. De schildkleur is groen met heldere gele lijnen bij de juveniele exemplaren, oudere dieren worden steeds donkerder en uiteindelijk zwart, waarbij de strepen vervagen. Het schild is relatief plat en langwerpig. De huidskleur is zwart met gele tot witte strepen, achter het oog loopt een duidelijk zichtbare streep over de nek.

## Algemeen
Pseudemys texana is endemisch in de Verenigde Staten en komt alleen voor in de staat Texas. De habitat bestaat uit rivieren, moerassen en andere grotere oppervlaktewateren. De schildpad is overdag actief en zont graag. Bij verstoring wordt snel het water opgezocht.
De mannetjes zijn al na drie jaar geslachtsrijp, bij de grotere vrouwtjes duurt dit minstens zes jaar. De juvenielen jagen actief op kleine prooien, zowel in het water als op het land. Ze eten voornamelijk visjes, kleine kreeftachtigen en andere ongewervelden, later wordt meer plantaardig voedsel gegeten.